# Ley de Amnistía en El Salvador
La Ley de Amnistía General para la Consolidación de la Paz, aprobada mediante Decreto Legislativo N.º 486, del 20 de marzo de 1993, publicado en el Diario Oficial N.º 56, Tomo N.º 318, del 22 de marzo de 1993, fue una norma con rango de ley promulgada en El Salvador, la cual tuvo como finalidad el regular la forma de conceder una amnistía amplia, absoluta e incondicional a todas las personas que hayan participado de delitos políticos, comunes y conexos antes del 1 de enero de 1992, en el marco de la guerra civil acaecida de 1980 a 1992 en dicho país centroamericano.

## Conformación y desarrollo
Tras doce años de conflicto bélico interno y tras llegar a un acuerdo de cese al fuego entre la Fuerza Armada de El Salvador (FAES), y los grupos Insurgentes liderados bajo el movimiento de guerrilla, y quien posteriormente se convirtiera en institución política, Frente Farabundo Martí para la Liberación Nacional (FMLN), el 31 de diciembre de 1991 en Nueva York, Estados Unidos, y su oficialización el 16 de enero de 1992 en Chapultepec, México, se inició un proceso de investigación y pericia sobre los hechos cometidos durante conflicto armado, mismos que fueron dados a conocer a través de un organismo establecido en los Acuerdos de Paz firmados por ambos sectores: La Comisión de la Verdad para El Salvador.
En los Acuerdos de Paz se reconoció que los casos de graves violaciones a los derechos humanos debían ser sancionados de conformidad con la ley, en los siguientes términos:

SUPERACIÓN DE LA IMPUNIDAD
Se conoce la necesidad de esclarecer y superar todo señalamiento de impunidad de oficiales de la Fuerza Armada, especialmente en casos donde esté comprometido el respeto a los derechos humanos. A tal fin, las Partes remiten la consideración y resolución de este punto a la Comisión de la Verdad. Todo ello sin perjuicio del principio, que las Partes igualmente reconocen, de que hechos de esa naturaleza, independientemente del sector al que pertenecieren sus autores, deben ser objeto de actuación ejemplarizante de los tribunales de justicia, a fin de que se aplique a quienes resulten responsables las sanciones contempladas por la ley.
Acuerdo de Paz de El Salvador (firmado en Chapultepec), Capítulo I: Fuerza Armada, No. 5. Superación de la impunidad.

Para facilitar el cumplimiento de lo establecido en los Acuerdos de Chapultepec, la Asamblea Legislativa aprobó el 23 de enero de 1992 la “Ley de Reconciliación Nacional”, la cual establece lo siguiente:

Se concede amnistía a favor de todas las personas que hayan participado como autores inmediatos, mediatos o cómplices en la comisión de delitos políticos comunes conexos con éstos y en delitos comunes cometidos por un número de personas que no baje de veinte, antes de el 1º de enero de 1992, exceptuándose, en todo caso, el delito común de secuestro, contemplado en el Art. 220 del Código Penal.
Art. 1 de la Ley de Reconciliación Nacional

Pero también esta normativa señala la siguiente exclusión:

No gozarán de esta gracia las personas que, según el informe de la Comisión de la Verdad, hubieren participado en graves hechos de violencia ocurridos desde el 1º de enero de 1980, cuya huella sobre la sociedad, reclama con mayor urgencia el conocimiento público de la verdad, independientemente del sector a que pertenecieren en su caso.
Así mismo, no se aplicará esta gracia a los que hubieren sido condenados por el Trinunal del Jurado por cualquiera de los delitos cubiertos por esta amnistía.
La Asamblea Legislativa, 6 meses después de conocer el informe final de la Comisión de la Verdad, podrá tomar las resoluciones que estime convenientes en estos casos.
Art. 6 de la Ley de Reconciliación Nacional

El informe de la Comisión de la Verdad denominado "De la Locura a la Esperanza: la guerra de los Doce Años en El Salvador", se dio a conocer el 15 de marzo de 1993. El gobierno del presidente Alfredo Cristiani, como medida de rechazo a dicho documento, presentó una nueva propuesta de ley de amnistía para ser estudiada y analizada por la Asamblea Legislativa, con el fin de sustituir a la amnistía establecida en la "Ley de Reconciliación Nacional" del 23 de enero de 1992. Esto se concreta y se le da autoridad en la sesión plenaria del sábado 20 de marzo de 1993, a las 5:45 p. m., que con 47 votos de Alianza Republicana Nacionalista (ARENA), Partido de Conciliación Nacional (PCN), y el Movimiento Auténtico Cristiano (MAC), le dieron vida al Decreto Legislativo n.º 486, del 20 de marzo de 1993, publicado en el Diario Oficial n.º 56, Tomo n.º 318, del 22 de marzo de 1993, que contiene la “Ley de Amnistía General para la Consolidación de la Paz”. En tal sesión plenaria, otros partidos políticos existentes como el Partido Demócrata Cristiano (PDC), no brindó sus votos, y el partido político Convergencia Democrática (CD) se retiró del pleno, al no estar de acuerdo con la nueva ley.
La “Ley de Amnistía General para la Consolidación de la Paz” regula lo siguiente:

Se concede amnistía amplia, absoluta e incondicional a favor de todas las personas que en cualquier forma hayan participado en la comisión de delitos políticos, comunes conexos con éstos y en delitos comunes cometidos por un número de personas que no baje de veinte antes del primero de enero de mil novecientos noventa y dos, ya sea que contra dichas personas se hubiere dictado sentencia, se haya iniciado o no procedimiento por los mismos delitos, concediéndose esta gracia a todas las personas que hayan participado como autores inmediatos, mediatos o cómplices en los hechos delictivos antes referidos. La gracia de la amnistía se extiende a las personas a las que se refiere el artículo 6 de la Ley de Reconciliación Nacional, contenida en el Decreto Legislativo Número 147, de fecha veintitrés de enero de mil novecientos noventa y dos y publicado en el Diario Oficial Número 14 Tomo 314 de la misma fecha.
Art. 1 de la Ley de Amnistía General para la Consolidación de la Paz

Esta ley daba la siguiente definición de delitos políticos

Para los efectos de esta Ley, además de los especificados en el artículo 151 del Código Penal, se considerarán también como delitos políticos los comprendidos en los artículos del 400 al 411 y del 460 al 479 del mismo Código, y los cometidos con motivo o como consecuencia del conflicto armado, sin que para ello se tome en consideración la condición, militancia, filiación o ideología política.
Art. 2 de la Ley de Amnistía General para la Consolidación de la Paz

Esta ley, sin embargo, establecía las siguientes excepciones:

No gozarán de la gracia de amnistía:
a) Los que individual o colectivamente hubiesen participado en la comisión de los delitos tipificados en el inciso segundo del artículo 400 del Código Penal, cuando éstos lo fuesen con ánimo de lucro, encontrándose cumpliendo o no penas de prisión por tales hechos; y
b) Los que individual o colectivamente hubieren participado en la comisión de delitos de secuestro  y  extorsión  tipificados  en  los  artículos 220  y  257  del  Código  Penal  y  los comprendidos en la Ley Reguladora de las Actividades Relativas a las Drogas, ya sea que contra ellos se haya iniciado o no procedimiento o se encontraren cumpliendo penas de prisión por cualquiera de estos delitos, sean o no conexos con delitos políticos.
Art. 3 de la Ley de Amnistía General para la Consolidación de la Paz

Los efectos de esta ley fueron los siguientes:

La gracia de amnistía concedida por esta ley producirá los efectos siguientes:
a) Si se tratare de condenados a penas privativas de libertad, el juez o tribunal que estuviere ejecutando la  sentencia,  decretará  de  oficio  la  libertad  inmediata  de  los condenados,  sin  necesidad  de  fianza; igual  procedimiento  aplicará  el  Tribunal  que estuviere  conociendo,  aún  cuando  la  sentencia  no estuviere ejecutoriada;
b) Si se tratare de ausentes condenados a penas privativas de libertad, el Juez o Tribunal competente, levantará de oficio inmediatamente las órdenes de captura libradas en contra de ellos, sin necesidad de fianza;
c) En  los  casos  de  imputados  con  causas  pendientes,  el  Juez  competente,  decretará de  oficio  el sobreseimiento  sin  restricciones  a  favor  de  los  procesados  por extinción  de  la  acción  penal, ordenando la inmediata libertad de los mismos;
ch) Si  se  tratare  de  personas  que  aún  no  han  sido  sometidas  a  proceso  alguno,  el  presente  decreto servirá  para  que  en  cualquier  momento  en  que  se  inicie  el proceso  en  su  contra  por  los  delitos comprendidos en  esta  amnistía,  puedan  oponer la  excepción  de  extinción  de  la  acción  penal  y solicitar el sobreseimiento definitivo; y en el caso de que fueren capturadas, serán puestas a la orden del Juez competente para que decrete su libertad;
d) Las  personas  que no  se  encuentren  comprendidas  en  los  literales  anteriores  y  que  por  iniciativa propia  o  por  cualquier  otra  razón  deseen  acogerse  a  la  gracia de  la  presente  amnistía,  podrán presentarse a los Jueces de Primera Instancia respectivos, quienes vistas las solicitudes extenderán una constancia que contendrá las razones por las que no se les puede restringir a los solicitantes sus derechos que les corresponden como ciudadanos; y
e) La amnistía concedida por esta ley, extingue en todo caso la responsabilidad civil.
Art. 4 de la Ley de Amnistía General para la Consolidación de la Paz

Esta ley también dispone el siguiente trámite:

Sin perjuicio de lo dispuesto en los literales a), b) y c) del artículo anterior, las personas que estén procesadas  y  deseen  acogerse  a  los  beneficios  de  la  presente  ley,  dirigirán  solicitud  por  escrito,  ya  sea personalmente o por medio de apoderado, o se presentarán a los Jueces de Primera Instancia, pidiendo que se  dicte  en  su  favor  el sobreseimiento  correspondiente;  el  Juez  competente,  de  ser  procedente,  dictará  el sobreseimiento, el cual será sin restricciones y sin necesidad de fianza.
Las  solicitudes  también  se  podrán  presentar  ante  los  Jueces  de  Paz,  Gobernadores Departamentales, Alcaldes Municipales y Cónsules acreditados en el exterior, quienes inmediatamente después, las remitirán al Juez de Primera Instancia respectivo, para que les dé el trámite correspondiente.
A los funcionarios indicados en este artículo que no cumplan con dicha obligación, el Juez competente les impondrá una multa de Un  Mil a Cinco Mil Colones, siguiendo el procedimiento que establece el artículo 718 del Código Procesal Penal.
Art. 5 de la Ley de Amnistía General para la Consolidación de la Paz

Al mismo tiempo esta nueva ley establece la siguiente disposición final:

Deróganse todas las disposiciones que contraríen la presente ley, especialmente el Art. 6 y el último inciso del Art. 7, ambos de la Ley de Reconciliación Nacional, así como la interpretación auténtica de la primera de las disposiciones citadas que están contenidas respectivamente, en el Decreto Nº 147 de 23 de enero de 1992, publicado en el Diario Oficial Nº 14, Tomo 314 de la misma fecha y Decreto Nº 164 de fecha 6 de febrero del mismo año, publicado en el Diario Oficial Nº 26, Tomo 314 del 10 de febrero de 1992.
Art. 6 de la Ley de Amnistía General para la Consolidación de la Paz.

La “Ley de Amnistía General para la Consolidación de la Paz” perdonó y exoneró de todo cargo judicial y penal tanto a militares de la FAES como a la guerrilla insurgente que se vieran involucrados en los delitos de ‘’lesa humanidad’’, que se realizaron en el período de la guerra civil, desde enero de 1980 al 1 de enero de 1992. Dicha guerra civil, según registros, dejó al menos 75 mil muertos, 8 mil desaparecidos y 12 mil lisiados.

## Declaratoria de inconstitucionalidad
Por sentencia definitiva del 13 de julio de 2016, pronunciada en el proceso de inconstitucionalidad 44-2013/145-2013, la Sala de lo Constitucional de la Corte Suprema de Justicia declaró inconstitucional la “Ley de Amnistía General para la Consolidación de la Paz” y reconoció la reviviscencia de la “Ley de Reconciliación Nacional”.

## Prerrogativa internacional
Según el Estatuto de Roma de la Corte Penal Internacional de La Haya, Países Bajos, se entenderá por crimen de lesa humanidad aplicados a esta Ley de Amnistía cualquiera de los actos siguientes:
-	Cuando se cometa como parte de un ataque generalizado o sistemático contra una población civil y con conocimiento de dicho ataque.
-	Asesinato, exterminio, esclavitud, deportación o traslado forzoso de población, encarcelación u otra privación grave de la libertad física en violación de normas fundamentales de derecho internacional, tortura, violación, esclavitud sexual, prostitución forzada, embarazo forzado, esterilización forzada u otros abusos sexuales de gravedad comparable.
-	Persecución de un grupo o colectividad con identidad propia fundada en motivos políticos, raciales, nacionales, étnicos, culturales, religiosos, u otros motivos universalmente reconocidos como inaceptables con arreglo al derecho internacional, en conexión con cualquier acto mencionado en el presente párrafo o con cualquier crimen de la competencia de la Corte.
-	Desaparición forzada de personas y otros actos inhumanos de carácter similar que causen intencionalmente grandes sufrimientos o atenten gravemente contra la integridad física o la salud mental o física".